# Квантовая ёмкость
Квантовая ёмкость (химическая ёмкость, электрохимическая ёмкость) — дополнительная электрическая ёмкость между затвором и двумерным электронным газом (ДЭГ), возникающая благодаря низкой по сравнению с металлами плотностью состояний в ДЭГ. Этот термин был впервые введён Сержем Лурье (англ. Serge Luryi) в 1987 году для характеристики изменения химического потенциала в инверсионных слоях кремния и ДЭГ в GaAs.
ДЭГ и затвор представляют собой обычный конденсатор с включённой последовательно квантовой ёмкостью.

## Теория
Если одна из обкладок конденсатора представляет собой металл с высокой плотностью состояний, а другая, расположенный на расстоянии d, — ДЭГ с много меньшей плотностью состояний, то изменение напряжения δV на этом конденсаторе приводит к изменению электрического поля между обкладками δE, а также к сдвигу химического потенциала δμ, что можно записать в виде:
{\displaystyle \delta V=\delta Ed+{\frac {\delta \mu }{e}}=\delta Ed+{\frac {\partial \mu }{\partial n}}{\frac {\delta n}{e}}.}
Это выражение можно переписать с учётом вариации заряда δρ=eδn и, воспользовавшись теоремой Гаусса δE=δρ/ε, где ε=εdε0 произведение диэлектрической постоянной материала диэлектрика и диэлектрической постоянной вакуума, через ёмкость, нормированную на площадь обкладок C/A=δρ/δV в упрощённом виде
{\displaystyle {\frac {A}{C}}={\frac {d}{\varepsilon }}+{\frac {1}{e^{2}}}{\frac {\partial \mu }{\partial n}}}
Первое слагаемое — это обратная ёмкость плоского конденсатора, а второе слагаемое связано с понятием квантовой ёмкости, которая пропорциональна плотности состояний
{\displaystyle C_{Q}=e^{2}\cdot D_{2D}},
где e — элементарный заряд.
Если переписать ёмкость в терминах длины экранирования
{\displaystyle \lambda ={\frac {\varepsilon }{e^{2}}}{\frac {\partial \mu }{\partial n}}},
то выражение примет ещё более прозрачный вид
{\displaystyle {\frac {C}{A}}={\frac {\varepsilon }{(d+\lambda )}},}
поясняющий влияние конечной длины проникновения электрического поля в материал с меньшей плотностью состояний, чем у металла. Фактически расстояние между обкладками увеличивается на длину экранирования.
Для ДЭГ плотность состояний равна (учтено только спиновое вырождение)
{\displaystyle D_{2D}=4\pi {\frac {m}{h^{2}}}\ },
где {\displaystyle m} — эффективная масса носителей тока. Так как плотность состояний ДЭГ не зависит от концентрации, то квантовая ёмкость тоже не зависит от концентрации, хотя при учёте электрон-электронных взаимодействий квантовая ёмкость зависит от энергии.

## Связь со сжимаемостью электронного газа
Для электронного газа, как и для обычного идеального газа можно ввести понятие сжимаемости K, обратная величина которой определяется как взятое с отрицательным знаком произведение объёма газа V и изменения давления P электронного газа при изменении объёма с сохранением числа частиц N:
{\displaystyle {\frac {1}{K}}=-V\left({\frac {dP}{dV}}\right)_{N}.}
Другое важное соотношение получается из теоремы Зейтца:
{\displaystyle {\frac {1}{K}}=n^{2}{\frac {d\mu }{dn}}.}
Отсюда следует, что измеряя квантовую ёмкость мы также получаем информацию о сжимаемости электронного газа.

## Термодинамическая плотность состояний
Для того чтобы учесть распределение электронов по энергии (распределение Ферми — Дирака {\displaystyle f(\varepsilon -\mu )}) из-за конечной температуры T, вводят так называемую термодинамическую плотность состояний, определяемую как
{\displaystyle D(\mu )=\int _{-\infty }^{\infty }d\varepsilon N(\varepsilon )\left(-{\frac {\partial f(\varepsilon )}{\partial \varepsilon }}\right)=\int _{-\infty }^{\infty }{\frac {N(\varepsilon )d\varepsilon }{4k_{B}T{\textrm {cosh}}^{2}\left({\frac {\varepsilon -\mu }{2k_{B}T}}\right)}},}
где {\displaystyle N(\varepsilon )} — плотность состояний при нулевой температуре; {\displaystyle k_{B}} — постоянная Больцмана.

## Графен
Для графена, где плотность состояний пропорциональна энергии, квантовая ёмкость зависит от концентрации:
{\displaystyle C_{Q}={\frac {2}{\sqrt {\pi }}}{\frac {e^{2}}{\hbar v_{F}}}{\sqrt {n}},}
где {\displaystyle \hbar } — редуцированная постоянная Планка; {\displaystyle v_{F}} — фермиевская скорость.
Применительно к одномерному случаю графеновых нанотрубок квантовая ёмкость на единицу длины определяется выражением
{\displaystyle C_{Q}=2{\frac {e^{2}}{hv_{F}}}},
где {\displaystyle h} — постоянная Планка.